# Балдысу
Балдысу (каз. Балдысу) — село в Сузакском районе Туркестанской области Казахстана. Входит в состав Чулаккурганского сельского округа. Код КАТО — 515630300.

## Население
В 1999 году население села составляло 295 человек (145 мужчин и 150 женщин). По данным переписи 2009 года, в селе проживало 311 человек (159 мужчин и 152 женщины).